# پسران بد ۲
پسران بد ۲ (به انگلیسی: Bad Boys II) یک فیلم کمدی اکشن و پلسی آمریکایی به کارگردانی مایکل بی محصول سال ۲۰۰۳ و ادامه پسران بد (فیلم ۱۹۹۵) می‌باشد. از بازیگران اصلی این فیلم می‌توان به ویل اسمیت، مارتین لارنس، گابریله یونیون، پیتر استرمر، تریسا رندل، جو پانتولیانو، دی بردلی بیکر، اوتوی سانچز، جاون سدا، مایکل شنون، یول وازکوئز، هنری رالینز، جسیکا سوتا و جان سلی اشاره کرد. ادامه این فیلم با نام پسران بد تا ابد در سال ۲۰۲۰ اکران شد.

## خلاصه داستان
هشت سال بعد از وقایع قسمت اول «مارکوس برنت» و «مایک لاری»، مأموران ویژه پلیس، در حال بررسی پرونده‌های خرید و فروش مواد مخدر هستند که درگیر ماجرایی بزرگ می‌شوند…

## تولید
فیلمبرداری بین جولای و دسامبر ۲۰۰۲، بیشتر در میامی انجام شد. مسیرهای شرق برای مک آرتور کازوی در اوایل اوت ۲۰۰۲ بسته شد تا امکان فیلمبرداری فراهم شود. فیلمبرداری همچنین یک طرف پارک ایالتی بیل بگز کیپ فلوریدا را اشغال کرد، در حالی که ۲ سریع و ۲ خشمگین در سمت دیگر در همان زمان فیلمبرداری شد.

## بازخوردها
در راتن تومیتوز بر اساس ۱۸۳ بررسی، دارای ۲۳ درصد تاییدیه و میانگین وزنی ۴ از ۱۰ است. اجماع انتقادی سایت بیان می‌کند، «دو ساعت و نیم انفجار و شوخی‌های بی‌معنا.» در متاکریتیک، فیلم بر اساس ۳۴ منتقد، میانگین وزنی امتیاز ۳۸ از ۱۰۰ را دارد که نشان‌دهنده «بررسی‌های عموماً نامطلوب» است. تماشاگرانی که توسط سینماسکور نظرسنجی کردند، به فیلم نمره متوسط «A» در مقیاس A+ تا F، مانند فیلم اول، دادند.

### گیشه
این فیلم ۱۳۸ میلیون دلار آمریکای شمالی و ۱۳۵ میلیون دلار در مناطق دیگر ساخت، که مجموعاً ۲۷۳ میلیون دلار در سرتاسر جهان در مقابل بودجه ۱۳۰ میلیون دلاری، تقریباً دوبرابر درآمد ناخالص فیلم است.